# Leonteu (mitologia)
Leonteu (grec antic: Λεοντεύς, Leonteus) fou un heroi, fill de Coronos, rei dels làpites, i net de Ceneu.
Va acompanyar Polipetes, fill de Pirítous, també làpita, a la guerra de Troia. Homer l'esmenta diverses vegades a la Ilíada. Segons el Catàleg de les naus, manava un contingent de quaranta naus. Figura entre els guerrers que van entrar dins del cavall de fusta a la ciutat. Hom també el compta entre els pretendents d'Helena. Després de la caiguda de Troia va acompanyar Calcant de tornada, però quan l'endeví va morir, tornà a Troia des d'on va tornar a la seva pàtria.
Els mitògrafs parlen d'un germà de Leonteu, Andrèmon, casat amb una de les filles de Pèlias anomenada Antífome, i d'una germana, Lísida.